# Агафуров, Камалетдин Хисаметдинович
Камалетдин Хисаметдинович Агафуров (5 ноября 1853 г. — 1 июля 1922 года, Иокогама) — татарский предприниматель, купец I гильдии, один из основателей и член-распорядитель Торгового дома «Братья Агафуровы».

## Биография
Родился в дер. Малые Елги Казанской губернии в семье Хисаметдина Агафурова, в будущем купца. Не позднее 1868 г. вместе с семьёй переехал в Екатеринбург.
После смерти отца вместе с братьями основал Торговый дом «Братья Агафуровы».
Активно участвовал в общественной жизни города: пожизненный член Екатеринбургского мусульманского благотворительного общества, действительный член Общества попечения о начальном образовании в Екатеринбурге и уезде, член охранного отряда Екатеринбургского вольного пожарного общества.
Действительный член Екатеринбургского общества охотников конского бега. Имея скаковых лошадей, участвовал в скачках на ипподромах Екатеринбурга и Тюмени. Принимал участие в велогонках и имел рекорд Екатеринбурга в гонке на полверсты. В начале 1900 года Камалетдин Агафуров выделил Екатеринбургскому обществу велосипедистов беспроцентный кредит в сумме 500 рублей на строительство велодрома и сам возглавил его возведение. За этот поступок 15 мая 1900 года был избран почетным членом «Екатеринбургского общества велосипедистов и любителей физического развития».
После Октябрьской революции эмигрировал. Умер в Иокогаме. Похоронен там же на Интернациональном кладбище.

## Семья
- Жена: Бадгульница Хуснутдиновна Агафурова, родилась 21 декабря 1853 года в дер. Карабулак (предположительно). Умерла 8 ноября 1915 года в г. Екатеринбурге. Похоронена на старом мусульманском кладбище.
- Дети: Садритдин, Суфия, Марзия.

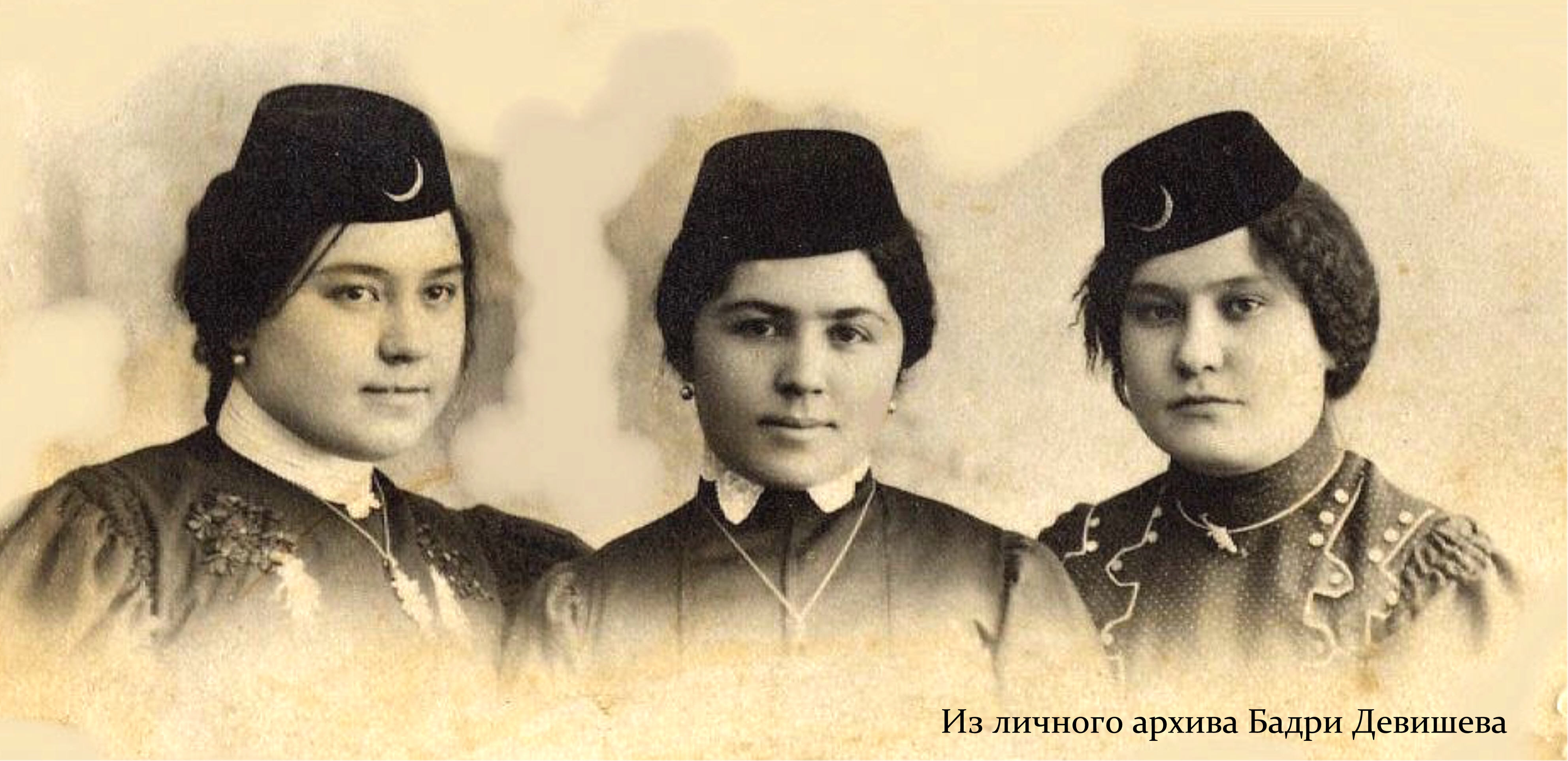
Суфия Камалетдиновна, Марьям Султановна, Марзия Камалетдиновна Агафуровы
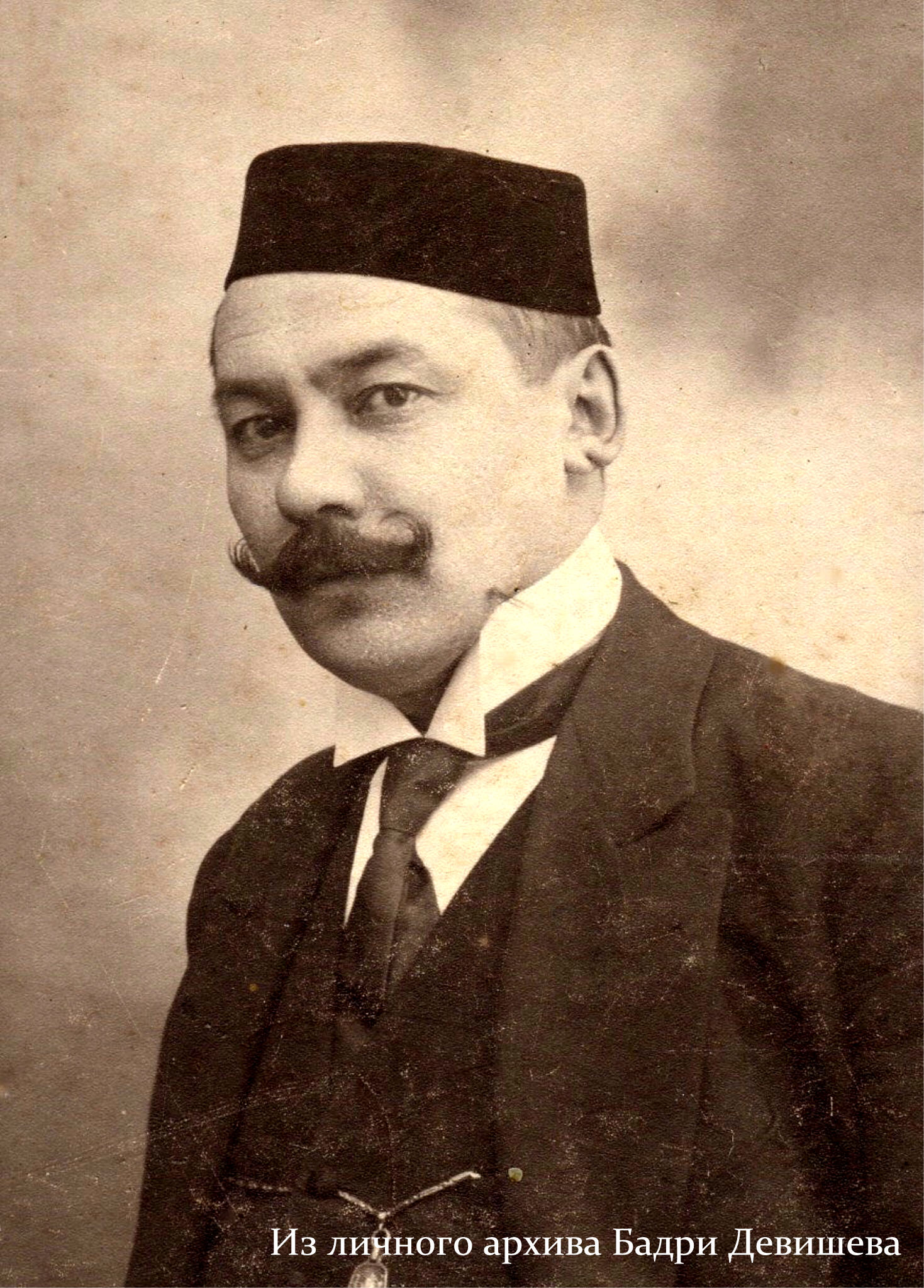
Садретдин Камалетдинович Агафуров, сын Камалетдина Агафурова